# Думенко Костянтин Миколайович
Костянтин Миколайович Думенко (нар. 25 січня 1980 року, село Одрадокам'янка Бериславський район Херсонська область) — український вчений в галузі техніки і технологій виділення насіння овоче-баштанних культур та надійності складних технічних систем, доктор технічних наук, доцент.

## Біографія
У 1997 році закінчив із срібною медаллю Одрадокам'янську СШ і вступив до факультету механізації сільського господартва Миколаївського державного сільськогосподарського інституту. Закінчив у 2002 році Миколаївську державну аграрну академію з відзнакою. За результатами навчання був зарахований до магістратури факультету механізації сільського господартва Миколаївського державного аграрного університету.
Закінчив Миколаївський державний аграрний університет у 2003 році, за спеціальністю «Механізація сільського господарства» (кваліфікація — магістр інженер-механік).
У 2007 р. захистив кандидатську дисертацію з теми «Обґрунтування технологічного процесу та параметрів робочих органів машини для виділення насіння солодкого та гострого перцю».
З 2008 по 2010 працював на посаді заступника декана факультету механізації сільського господарства з наукової роботи.
З грудня 2010 року є заступником декана факультету механізації сільського господарства з навчальної роботи.
У 2010 році отримав вчене звання доцента кафедри загальнотехнічних дисциплін.
У 2012 році захистив докторську дисертацію на тему «Розробка науково-технічних основ забезпечення надійності зернозбиральних комбайнів шляхом удосконалення систем їх технічного обслуговування».
2013—2014 роки декан інженерно-енергетичного факультету Миколаївського національного аграрного університету.
У 2015 році на громадських засадах очолював Миколаївську міську організацію політичної партії «Укроп».
2015 — 2018 час професор кафедри Експлуатації та ремонту машин Центральноукраїнського національного технічного університету (м. Кропивницький).
2016 р. — теперішній час — професор кафедри Інформаційних технологій Міжнародного класичного університету ім. Пилипа Орлика (м. Миколаїв); 
Загальний стаж роботи — 20 років.

## Нагороди
- Грамотою Управління освіти і науки облдержадміністрації за значні досягнення у науковій сфері та з нагоди проведення Всеукраїнського фестивалю науки та відзначення професійного свята працівників наукової сфери і святкування 90- річчя заснування Національної Академії наук України. 06.05.2008 р.;
- Почесною грамотою Управління освіти і науки облдержадміністрації за плідну науково-педагогічну діяльність, значний особистий внесок у розвиток вищої освіти та з нагоди відзначення Дня науки у рамках Всеукраїнського фестивалю науки у Миколаївській області. 12.05.2009 р.;
- Нагрудний знак «Відмінник аграрної освіти та науки» ІІІ — ступеня 03.11.2011 р.;
- Державна премія України в галузі науки і техніки Кабінету Міністрів України для молодих вчених віком до 35 років 2011—2013 р.р.;
- Почесною грамотою відділенням Польської академії наук у Люблені за плідну співпрацю з Польською академією наук у Люблені 02.12.2012 р.;
- Почесною грамотою Миколаївської міської ради за багаторічну сумлінну працю, вагомий внесок у справу підготовки висококваліфікованих фахівців, становлення і розвиток вищої освіти в місті Миколаєві та з нагоди Дня працівників сільського господарства 15.11.2012 р.
- Дипломом департаменту науково-освітнього забезпечення АПВ та розвитку сільських територій Міністерства аграрної політики та продовольства України за ваговий внесок у розвиток аграрної освіти департаментом науково-освітнього забезпечення АПВ та розвитку сільських територій 25.05.2013 р.;
- Почесною грамотою Миколаївської обласної ради за вагомий особистий внесок у розвиток агропромислового комплексу Миколаївщини, досягнення значних показників у виробництві та переробці сільськогосподарської продукції, впровадження сучасних ефективних методів і технологій, високий професіоналізм та з нагоди свята — Дня працівника сільського господарства 15.11.2013 р..

## Державна і громадська робота
Досліджує проблеми, пов'язані із забезпеченням південних регіонів України механізованими технологіями виділення насіння овоче-баштанних культур та питаннями створення технообслуговуючої адаптованої системи забезпечення необхідного рівня надійності зернозбиральних комбайнів.
Автор більш ніж 150 наукових праць (у тому числі 27 патентів України), опублікованих у фахових та закордонних виданнях.